# Colea Vâlcov
Colea Vâlcov (n.23 februarie 1909 - d.31 martie 1970) a fost un jucător și antrenor de fotbal român. Ca jucător a făcut parte din linia ofensivă a echipei Venus București în anii '30 împreună cu frații săi, Petea și Volodea Vâlcov. Este al doilea antrenor din istoria echipei Steaua București.

## Cariera

### Ca jucător
Venus București
- Titluri naționale: 5
  - 1931-32, 1933-34, 1936–37, 1938–39, 1939–40

### Ca antrenor
Steaua București
- Cupa României: 1
  - 1948-49